# Poručnik korvete
Poručnik korvete je najniži časnički mornarički vojni čin u Hrvatskoj ratnoj mornarici. Nadređen je činu časničkog namjesnika a podređen poručniku fregate. U Hrvatskoj vojsci odgovara mu čin poručnika.